# 吴佳珊
吴佳珊（1955年6月13日—），本名吳惠美，台湾資深女演员、主持人。

## 電視劇
| 年份   | 頻道       | 劇名                                | 飾演         |
| 1992年 | 台視       | 台視劇場 作家系列《那兩個女人》     | 何彩妮       |
| 1999年 | 台視       | 《福德正神土地公》-養女湖           | 陳夫人       |
| 1999年 | 台視       | 《台灣廖添丁》                      | 金花         |
| 2000年 | 台視       | 《大瓦厝》                          | 歐桑         |
| 2001年 | 台視       | 《香格里拉》                        | 計太太       |
| 2001年 | 台視       | 《流氓教授》                        | 芳仔         |
| 2004年 | 台視       | 《台灣百合》                        | 鄧華         |
| 2010年 | 台視       | 《家有四千金》                      | 陳月琴       |
| 2010年 | 台視       | 《飯糰之家》                        | 高林月珍     |
| 2011年 | 台視       | 《我的完美男人》                    | 董事長(客串) |
| 2011年 | 台視       | 《田庄英雄》                        | 水果嬸       |
| 2012年 | 台視       | 《女人花》                          | 陳菊霞       |
| 2012年 | 台視       | 《東門四少》                        | 杜美惠       |
| 2013年 | 台視       | 《逆光青春》                        | 阿水嬸       |
| 2013年 | 台視       | 《親愛的，我愛上別人了》            | 吳媽媽       |
| 2014年 | 台視       | 《艋舺的女人》                      | 小林仔母     |
| 2015年 | 台視       | 《天若有情》                        | 劉金枝       |
| 2016年 | 台視       | 《加油！美玲》                      | 林巧芳       |
| 2017年 | 台視       | 《牡丹花開》                        | 金母         |
| 2018年 | 台視       | 《情·份》                           | 吳家好       |
| 2020年 | 台視       | 《生生世世》                        | 謝李幸       |
| 2021年 | 台視       | 《一個屋簷下》                      | 張陳來好     |
| 1977年 | 中視       | 《雷峰塔》                          | 小青         |
| 1984年 | 中視       | 《夜市生意人》                      | 阿珠         |
| 1984年 | 中視       | 《不要離開我》                      | 春梅         |
| 1988年 | 中視       | 《媽媽·吉利·小叮噹》                | 珊珊         |
| 1989年 | 中視       | 《鋤頭博士》                        | 金山嫂       |
| 1990年 | 中視       | 《浴火鳳凰》                        | 尤婆         |
| 1996年 | 中視       | 《斷掌順娘》                        | 媽媽桑       |
| 1997年 | 中視       | 《苦戀花》                          | 桂姨         |
| 1997年 | 中視       | 《台獨份子》                        | 羅母         |
| 1997年 | 中視       | 《大姐當家》                        | 朱哥嫂       |
| 1998年 | 中視       | 《世間父母》                        | 李銀美       |
| 2000年 | 中視       | 《女人的勇氣》                      | 江母         |
| 2001年 | 中視       | 《超級總鋪師》                      | 阿蕊         |
| 2001年 | 中視       | 《請你原諒》                        | 葉母         |
| 1999年 | 三立台灣台 | 《鳥來伯與十三姨》                  | 黃春嬌       |
| 2002年 | 三立台灣台 | 《負君千行淚》                      | 蔡花枝       |
| 2002年 | 三立台灣台 | 《桂花巷》                          | 陈素月       |
| 2007年 | 三立台灣台 | 《我一定要成功》                    | 秦嫂         |
| 2008年 | 三立台灣台 | 《真情滿天下》                      | 王阿嬌       |
| 2012年 | 三立台灣台 | 戲說台灣 《緣投貴遊地府》           | 貴嬤         |
| 2012年 | 三立台灣台 | 戲說台灣 《拜頭牙做頭家》           | 廖銀花       |
| 2013年 | 三立台灣台 | 《孤戀花》                          | 清泉嫂       |
| 2010年 | 三立都會台 | 《偷心大聖PS男》                    | 馬楊恨       |
| 2012年 | 三立都會台 | 《愛情女僕》                        | 劉張如芳     |
| 2013年 | 三立都會台 | 《我的自由年代》                    | 薛秋燕       |
| 2019年 | 三立都會台 | 《月村歡迎你》                      | 康冬暖       |
| 2014年 | 公視       | 《公視人生劇展－我的意外假期》      | 阿嬤         |
| 2014年 | 公視       | 《公視人生劇展－浪子單飛》          | 阿珠姨       |
| 2015年 | 公視       | 《公視人生劇展－回家路上》          | 花姨         |
| 2019年 | 公視       | 《公視迷你劇集－糖糖Online》        | 邱春霞       |
| 2012年 | 華視       | 《粉愛粉愛你》                      | 蘇母         |
| 1997年 | 民視       | 《星座女人系列》射手座-說了再見以後 | 莊母         |
| 2021年 | 民視       | 《日蝕遊戲》                        | 曾月鳳       |
| 2019年 | 大愛電視台 | 《菜頭梗的滋味》                    | 洪吳銀治     |
| 2019年 | 大愛電視台 | 《反白人生》                        | 高媽媽       |
| 2021年 | 大愛電視台 | 《飄洋過海來愛你》                  | 俊賢母       |
| 2021年 | 大愛電視台 | 《阿良的歸白人生》                  | 羅秀珍       |
| 2023年 | 大愛電視台 | 《搜尋者》                          | 陸繡鳳       |
| 2025年 | 大愛電視台 | 《日日好食光》                      |              |

## 主持作品
- 三立台灣台《歐吉尚遊台灣》
- GTV27《豬哥亮夜市流動秀》
- 巨登育樂錄影秀《豬哥亮俱樂部》
- 公共電視台《歡喜進香團》

## 電影
- 《櫥窗人生》
- 《請愛我的女朋友》
- 《憨嘉》

## 外部連結
- 吴佳珊的新浪微博
- 吴佳珊的Facebook專頁